# Massah
Massah (hebreu: ‎) és una de les localitats amb la qual la Torah hebrea identifica com per on van passar els israelites durant el seu Èxode; malgrat que el Llibre dels Nombres de la Bíblia no el menciona pas. Al llibre de l'Èxode, Massah es menciona al mateix temps que Meribah, en un context que suggereix que Massah és la mateixa localitat que Meribah, però altres mencions bíbliques de Massah i Meribah, com al Deuteronomi 32 i Llibre ‘Ezequiel 47 semblen implicar que són localitats diferents. El text bíblic (‘Èxode 17:7) diu que els israelites discutiren amb Moisès per la manca d'aigua i que Moisès va criticar que els israelites posessin a prova a Javeh. ‘’Massah’’ significa ‘’posar a prova’’.